# WMP Eurocom
Die WMP EuroCom AG mit Hauptsitz in Berlin ist ein deutsches Kommunikationsberatungsunternehmen für die Bereiche Wirtschaft, Medien und Politik. Sie unterhält weitere Büros in Hamburg, Frankfurt am Main und München.

## Organisation
Die Vorstände der WMP EuroCom AG sind Friedrich-Moritz Barckhausen (CFO) und Henning Marten (COO). Hans-Hermann Tiedje, der Journalist und Medienmanager ist Hauptaktionär.
Vorsitzender des Aufsichtsrats ist Bernhard Link, weitere Mitglieder sind Ulrich Marseille (Marseille-Kliniken), Jürgen Gerdes, Frank Werner, Kristin Schwarz (Schwarz Cranz) und Max von Waldenfels.
Gegründet und finanziert wurde die Gesellschaft im Jahr 1998 von Ernst-Wilhelm und Ulf Rittinghaus, deren Gesellschaftsanteile zwölf Jahre später Wendelin Wiedeking erwarb. Auch Roland Berger, der langjährige Bundesaußenminister Hans-Dietrich Genscher und der frühere Bundesbankpräsident Karl-Otto Pöhl waren an der Gründung beteiligt. Im Jahr 2000 fusionierte die ursprüngliche WMP mit der TV Media des früheren Bild-Chefredakteurs Hans-Hermann Tiedje zur WMP EuroCom AG.
Zur AG gehören vier hundertprozentige Tochter-Gesellschaften – die TV Media Medienmanagement GmbH in München, die G.P.A. German Public Affairs GmbH in Hamburg, beide ebenfalls im Geschäftsfeld der Kommunikationsberatung tätig; die WMP Healthcare GmbH und die WMP Finanzkommunikation GmbH.

## Kontroversen
Zu den Klienten der Beratungsfirma zählte die Regierung von Katar.
Das Mandat für Saudi-Arabien gab WMP wegen der Ermordung Jamal Khashoggis zurück, nachdem Bild am Sonntag im November 2018 über das Mandat berichtete. Zuvor hatte WMP den ehemaligen deutschen Botschafter in Riad, Dieter Haller, als Senior Advisor eingestellt und dabei mediale Kritik wegen möglicher Interessensverquickung hervorgerufen. Im August 2020 trat der damalige Vorstandsvorsitzende der WMP Michael Inacker zurück. In der Folge kam es zu einer vollständigen personellen Neubesetzung des Vorstandes. Zum 1. Januar 2021 übernahm der frühere Wirtschaftsjournalist und Kommunikationschef des DAX-Konzerns Linde Ulrich Porwollik den Posten als Vorstandsvorsitzender. Unter ihm veränderte sich der Schwerpunkt der WMP auf den Bereich Standortmarketing und Wirtschaftsförderung.
Öffentliche Aufmerksamkeit erregte WMP Ende 2003 im Zusammenhang mit einem Beratungsvertrag mit der Bundesagentur für Arbeit, und deren Chef Florian Gerster. WMP gab den Auftrag vorzeitig zurück, nachdem der Verwaltungsrat der Bundesagentur für Arbeit moniert hatte, dass das Projekt vom Vorstand nicht ordnungsgemäß ausgeschrieben worden sei.
Im Dezember 2015 veröffentlichte das Magazin Stern einen kritischen Artikel, der dem Unternehmen „verdeckte Negativ-PR“ gegen Google im Auftrag von Microsoft vorwirft. Der Fall wurde daraufhin dem Deutschen Rat für Public Relations (DRPR) vorgetragen. Dieser konnte „keine Anhaltspunkte für einen Auftrag“ ermitteln, „die eine verdeckte PR von Microsoft oder WMP substantiieren“, und wies die Beschwerde als unbegründet ab.
Am 29. November 2018 veröffentlichte Bild am Sonntag Auszüge einer internen Präsentation, nach der die WMP Eurocom versucht habe, für Saudi-Arabien in Deutschland zu lobbyieren. Dort habe die WMP namhafte Journalisten großer deutscher Medien, „den Saudis gegenüber als beeinflussbar bzw. bereits beeinflusst dargestellt“, so Marion Horn, Chefredakteurin der Bild am Sonntag auf Twitter. In der Präsentation behauptete die WMP außerdem, Zugänge zur Politik wie dem Bundespräsidenten und in das Bundeskanzleramt zu haben. Der ehemalige Vorsitzende der Grünenfraktion im Deutschen Bundestag, Rezzo Schlauch – seit 2016 im Aufsichtsrat der WMP Eurocom AG –, legte daraufhin sein Mandat nieder.
Der Stern berichtete am 5. Dezember 2018, dass die in der WMP-Präsentation genannten Politikerkontakte möglicherweise nicht den Tatsachen entsprachen, da alle Politiker einem Engagement für Saudi-Arabien zum Teil heftigst widersprachen. So ließ Bundestagspräsident Wolfgang Schäuble angebliche Kontakte mit WMP als „Unterstellungen“ und „gegenstandslos“ zurückweisen. Die Antwort des Bundeswirtschaftsministeriums vom 31. Januar 2019 auf eine Kleine Anfrage der AfD-Bundestagsfraktion zu „Treffen von Mitgliedern und Mitarbeitern der Bundesregierung mit Vertretern der WMP Eurocom AG“ listet hingegen Kontakte zwischen Regierungsvertretern und der WMP seit 2000 auf, wobei eine „lückenlose Aufstellung [...] nicht gewährleistet“ werden könne und stellt fest: „Die Bundesregierung steht grundsätzlich mit allen Vertreterinnen und Vertretern im wirtschaftspolitischen Bereich in ständigem Austausch“.